# Каракал (монастырь)
Карака́л или Карака́лл (греч. Ἱερὰ Μονή Καρακάλλου) — мужской православный монастырь в честь апостолов Петра и Павла на горе Афон. Одиннадцатый в иерархии афонских монастырей. Расположен на северо-востоке полуострова между Великой Лаврой и Ивером. Престольные праздники монастыря — дни памяти апостолов Петра и Павла (29 июня), мученика Христофора (9 мая), преподобномученика Гедеона (пам. греч. 30 дек.).

## История
Основан в XI веке, в XIII веке практически полностью запустел. Восстановлен при императоре Андронике II при участии Константинопольского Патриарха Афанасия I, затем при Иоанне V, однако впоследствии был полностью разграблен.
В очередной раз монастырь восстановлен молдавским господарем Петром Рарешом и его дочерью Роксандрой с разрешения султана Сулеймана.

## Архитектура и реликвии
- Собор во имя Первоверховных апостолов Петра и Павла (построен в XVI веке);
- Петрова башня (XVI век) — самая высокая из башен Афона;
- глава апостола Варфоломея;
- частица Животворящего Креста.